# حيدر عبد الحق
حيدر عبد الحق (7 أكتوبر 1964 -) هو مذيع عراقي للأخبار الرياضة في قناة الجزيرة التي التحق بها في عام 1996 وهو رئيس القسم الرياضي فيها.